# Seshollowaterboyz
Seshollowaterboyz (произносится как «Sesh Hollow Water Boys») — хип-хоп-коллектив из Лос-Анджелеса, изначально состоящий из четырёх андеграунд рэперов Bones, Xavier Wulf, Криса Трэвиса и Eddy Baker; последние три рэпера является бывшими участниками распавшегося андеграунд-хип-хоп-коллектива Raider Klan. Они широко известны как одна из самых влиятельных интернет-хип-хоп-групп середины-конца 2010 года.
Название коллектива это сочетание их собственных лейблов TeamSesh, HollowSquad, Waterboyz и Healthy Boyz. Они выступали на известных площадках, таких как обсерватория в Санта-Ане (Калифорния) 13 ноября 2015 года и The Novo by Microsoft в Лос-Анджелесе 30 января 2016 года. Крис Трэвис покинул группу примерно в ноябре 2019 года, в конце концов рассорив некоторых участников группы после ухода.

## Состав
- Bones (2014—н. в.)
- Xavier Wulf (2014—н. в.)
- Eddy Baker (2014—н. в.)
- Крис Трэвис (2014—2019)